# Boy Genius Report
Boy Genius Report est un site web spécialisé sur la technologie, il traite de sujets allant des gadgets de consommation au divertissement, aux jeux et à la science. Fondé en octobre 2006 par la société anonyme Boy Genius, le site est auparavant basé sur l'idée d'offrir au public un aperçu des téléphones et appareils mobiles à venir. Le 27 avril 2010, BGR est racheté par Penske Media Corporation. 